# Novodevičji samostan
Novodevičji samostan, znan tudi pod imenom samostan Matere Božje-Smolenske (rusko Новодевичий монастырь – Novodévičij monastýr’, Богородице-Смоленский монастырь – Bogoródice-Smolénskij monastýr’), je verjetno najbolj znan moskovski samostan. Njegovo ime je bilo zasnovano tako, da se razlikuje od samostana Vnebovzetja ali Starodevičjega samostana ali starega dekliškega samostana do leta 1817 v Moskovskem kremlju, ki je vseboval pokope velikih kneginj, caric in drugih plemenitih dam moskovskega knežjega dvora. Za razliko od drugih moskovskih samostanov je od 17. stoletja ostal skoraj nedotaknjen. Leta 2004 je bil uvrščen na seznam Unescove svetovne dediščine.

## Struktura in spomeniki
Samostan stoji na jugozahodnem delu zgodovinskega mesta Moskve. Ozemlje samostana veliko 5,18 ha je znotraj obzidja in obdano s parkom, ki tvori varovalni pas. Park je na severni in vzhodni strani omejen z urbanim tkivom mesta. Na zahodni strani ga omejuje reka Moskva, na južni strani pa mestna avtocesta. Stavbe obdaja visok zid z 12 stolpi. Vhodi so s severa (mestna stran) in juga. Postavitev ozemlja samostana je nepravilen pravokotnik, ki se razteza od zahoda proti vzhodu.
Najstarejša stavba samostana je Smolenska cerkev s petimi kupolami, posvečena ikoni Smolenski Materi Božji. Stoji na sredini osi med dvojimi vhodnimi vrati. Obstoječi dokumenti jo datirajo v leto 1524–1525; vendar je njeno veličastno pritličje, uglednih razsežnost in štrleči osrednji zatrep značilno za samostanske cerkve (v ruščini sobor), zgrajene po naročilu Ivana Groznega. Večina znanstvenikov se strinja, da je bila cerkev obnovljena v 1550-ih ali 1560-ih. Nekoč so jo obkrožale štiri manjše kapele, ki so spominjale na  cerkev Marijinega oznanjenja v Kremlju. Freske so med najboljšimi v Moskvi.
Cerkev je morda osrednja točka samostana, vendar obstaja še veliko drugih cerkva. Večina je iz leta 1680, ko je bil samostan temeljito obnovljen na ukaz regentke Sofije Aleksejevne, ki je bila pozneje tam zaprta. Krvavo rdeče stene in kupole stolpov, dve ugledni čez vrata segajoči cerkvi, refektorij in stanovanjski deli so bili oblikovani v moskovskem baročnem slogu, domnevno delo nekega Petra Potapova. V stari cerkvi so leta 1685 postavili novo posodo za sveto vodo in pozlačen izrezljan ikonostas. Štirje nivoji vsebujejo ikone iz 16. stoletja, ki jih je podaril Boris Godunov, peta stopnja prikazuje ikone vodilnih slikarjev 17. stoletja, Simeona Ušakova in Fjodorja Zubova.
Izstopajoč vitek zvonik, ki ga je naročila tudi carica Sofija, je bil zgrajen v šestih nivojih do višine 72 metrov, zaradi česar je bil najvišja zgradba v Moskvi iz 18. stoletja (za zvoniku Ivana Velikega v Kremlju). Zdi se, da ta lahka osmerokotna stavba združuje vse glavne elemente ansambla v eno harmonično celoto.

## Zgodovina samostana

### Obdobje Moskovske velike kneževine
Novodevičji samostan je leta 1524 ustanovil moskovski veliki knez Vasilij III. v spomin na njegovo osvojitev Smolenska leta 1514. Struktura se je začela kot trdnjava na ovinku reke Moskve, tri  vérste (rusko верста́)  jugozahodno od Kremlja. Postal je pomemben del južnega obrambnega pasu Moskve, ki je že vključeval številne druge samostane. Po ustanovitvi je Novodevičji samostan dobil 3000 rubljev ter vasi Ahabinevo in Troparevo. Vasilijev sin, car Ivan Grozni (vladal 1533–1584), je pozneje samostanu podelil številne druge vasi. 
V Novodevičji samostan so bile naseljene številne dame iz ruskih knežjih družin in bojarskih klanov, ki so bile primorane prevzeti tančico, na primer snaha Ivana Groznega Jelena Šeremetjeva (bivala med 1581–1587), žena Fjodora I. Irina Godunova (bivala med 1598–1603; bila je tam skupaj z bratom Borisom Godunovom, dokler ni sam postal vladar), Sofija Aleksejevna (polsestra Petra Velikega, prebivala med 1689–1704), Evdoksija Lopuhina (prva žena Petra Velikega, bivalal med 1727 –1731) in druge. Leta 1610–1611 je samostan zavzela poljska enota pod poveljstvom Aleksandra Gosievskega. Ko so samostan ponovno zavzele ruske sile, ga je car Mihail Fjodorovič oskrbel s stalnimi stražami (100 strelcev leta 1616, 350 vojakov leta 1618). Do konca 17. stoletja je Novodevičji samostan posedoval 36 vasi (164.215 desetin (približno hektarjev) zemlje) v 27 ujezdih Rusije. Leta 1744 je imel v lasti 14.489 kmetov.

### Obdobje Ruskega imperija
Sredi 17. stoletja so bile redovnice iz drugih samostanov v ukrajinskih in beloruskih deželah premeščene v Novodevičji samostan, prvi so dali ime Jelena Djevočkina. Leta 1721 so nekatere ostarele redovnice, ki so se odrekle gibanju starovercev, dobile tukaj zavetje. Leta 1724 je samostan gostil vojaško bolnišnico za vojake in častnike cesarske ruske vojske ter sirotišnico za ženske. Do leta 1763 je samostan gostil 84 redovnic, 35 sester laikov in 78 bolnikov in služabnic. Vsako leto je država Novodevičjemu samostanu zagotovila 1500 rubljev, 1300 četrtin kruha ter 680 rubljev in 480 četrtin kruha za več kot 250 zapuščenih otrok.
Leta 1812 je Napoleonova vojska poskušala samostan razstreliti, vendar so ga nune uspele rešiti pred uničenjem. V Tolstojevem romanu Vojna in mir naj bi Pierra usmrtili pod obzidjem samostana. V drugem njegovem romanu Ana Karenina se Konstantin Ljovin (glavni junak) sreča s svojo bodočo ženo Kitty na drsanju ob samostanskem obzidju. Dekliško polje (ime za travnik pred samostanom) je bil najbolj priljubljeno drsališče v Moskvi 19. stoletja. Tolstoj je užival v drsanju, ko je živel v bližini, v okrožju Hamovniki.
Leta 1871 sta brata Filatjev donirala denar za zavetišče za sirote 'neznanega porekla'. V samostanu sta bili tudi dve gostilni za redovnice in sestre laike. V začetku 1900-ih je cerkev pregledal in restavriral arhitekt in konservator Ivan Maškov. Do leta 1917 je v Novodevičjem samostanu prebivalo 51 redovnic in 53 laičnih sester.

### Sovjetsko obdobje in naprej
Leta 1922 so boljševiki zaprli samostan (cerkev je bila zaprta zadnja, leta 1929) in jo spremenili v Muzej ženske emancipacije. Do leta 1926 je bil samostan spremenjen v zgodovinski in umetniški muzej. Leta 1934 se je povezal z Državnim zgodovinskim muzejem. Večina objektov je bila spremenjena v stanovanja, ki so samostan ohranila pred uničenjem.
Leta 1943, ko je Josip Stalin med drugo svetovno vojno napredoval pri Ruski pravoslavni cerkvi, je v samostanu odobril odpiranje moskovskih teoloških tečajev. Naslednje leto se je program preoblikoval in postal Moskovski teološki inštitut. Leta 1945 so Sovjeti vernikom vrnili cerkev Marijinega vnebovzetja. 
Rezidenca metropolita Kruticija in Kolomna je v Novodevičjem samostanu od leta 1980.
Leta 1994 so se redovnice vrnile v samostan, ki je trenutno pod nadzorom metropolita Kruticija in Kolomna. Nekatere cerkve in druge samostanske stavbe so še vedno povezane z Državnim zgodovinskim muzejem. Leta 1995 so se v samostanu ob dnevih zavetnika začele verske službe.

### Razglasitev Unescove svetovne dediščine
Leta 2004 je bil Novodevičji samostan uvrščen na seznam Unescove svetovne dediščine. V oceni Unescove ekipe je bilo potrjeno, da je samostan najbolj izstopajoč primer tako imenovanega moskovskega baroka. Poleg fine arhitekture in dekorativnih detajlov, mesto odlikujejo tudi njegove urbanistične vrednote. Ekipa je tudi izpostavila, da je samostan izjemen primer dobro ohranjenega samostanskega kompleksa in da vključuje politično in kulturno naravo obstoječega spomenika svetovne dediščine moskovskega Kremlja. Poleg tega je samostan tesno povezan z ruskim pravoslavjem in rusko zgodovino 16. in 17. stoletja. 

### Požar v zvoniku
15. marca 2015 je požar požrl najvišji zvonik samostana, ki s konico sega 72 metrov v višino. Samostan je bil deležen večjih popravil in je bil pokrit z gradbenimi odri. Gasilci so potrebovali skoraj tri ure, da so požar pogasili. Žal je prizadel površino tristo kvadratnih metrov, vendar je bil omejen na gradbene odre in ni povzročila škode zgodovinski stavbi. Špekulativni vzrok požara je bil kratek stik, ki ga je povzročila toplotna pištola, ki se uporablja za sušenje fasade. Tiskovna služba moskovskega oddelka za kulturno dediščino je požar očitala podjetju, ki je izvajalo obnovitvena dela. Vendar pa je namestnik ruskega ministra za kulturo Grigorij Pirumov dejal, da toplotne puške na ozemlju samostana ne uporabljajo, zvonik pa je bil izključen iz električnega omrežja.

## Nekropola in pokopališče
Nekropola Novodevičjega samostana je bila ustanovljena že v 16. stoletju. Tako kot druge moskovske samostane (zlasti Danilov in Donski) je tudi samostan rusko plemstvo hvalilo kot kraj pokopa. Sergej Solovjov in Aleksej Brusilov sta le dva od mnogih vidnih Moskovčanov, pokopanih znotraj samostanskih zidov. V tleh je pokopan tudi heroj napoleonskih vojn, pesnik Denis Davidov.
V letih 1898–1904 je bilo zunanje obzidje postavljeno tako imenovano pokopališče Novodevičji. Anton Pavlovič Čehov je bil eden prvih znamenitih, ki so ga dobili prostor na novem pokopališču, pozneje so tam pokopali tudi Nikolaja Gogolja. V času sovjetske dobe je bilo spremenjeno v najbolj odmevno pokopališče v Sovjetski zvezi, v njem pa so bili pokopani Peter Kropotkin, Nikita Hruščov, Sergej Prokofjev, Dmitrij Šostakovič, Konstantin Stanislavski, Boris Jelcin in Mstislav Rostropovič.